# Seconde bataille de Deep Bottom
Guerre de Sécession
Batailles
Campagne de Richmond-Petersburg
- 1re Petersburg
- 2e Petersburg
- Jerusalem Plank Road
- Raid de Wilson–Kautz
- Stauton River Bridge
- Sappony Church
- 1re Ream's Station
- 1re Deep Bottom
- Cratère
- 2e Deep Bottom
- Globe Tavern
- 2e Ream's Station
- Raid de Beefsteak
- Chaffin's Farm
- Peebles' Farm
- Vaughan Road
- Darbytown & New Market Roads
- Darbytown Road
- Fair Oaks & Darbytown Road
- Boydton Plank Road
- Bataille de Trent's Reach
- Hatcher's Run
- Fort Stedman

La seconde bataille de Deep Bottom  (connue aussi comme Fussell's Mill (en particulier dans le Sud), New Market Road, Bailey's Creek, Charles City Road, ou White's Tavern) s'est déroulée du 14 au 20 août 1864, à Deep Bottom dans le comté de Henrico, en Virginie, au cours de la campagne de Richmond-Petersburg (siège de Petersburg) de la guerre de Sécession.
Au cours de la nuit du 13 au 14 août, une force sous le commandement du major général Winfield S. Hancock traverse le fleuve James à Deep Bottom pour menacer de Richmond et d'attirer les forces confédérées loin de Petersburg, en Virginie, des tranchées et de la vallée de la Shenandoah. Le 14 août, le Xe  corps s'arrête à New Market Heights pendant que le IIe corps étend la ligne fédérale vers la droite le long du Bailey's Creek. Pendant la nuit, le Xe corps est déplacé vers le flanc droit de la ligne de l'Union près de Fussell's Mill. Le 16 août, les attaques de l'Union à proximité de l'usine sont d'abord couronnées de succès, mais les contre-attaques confédérées repoussent les fédéraux. Après des jours d'escarmouches indécises, les fédéraux retournent sur la rive sud du James dans la nuit du 20 août. Les confédérés ont atteint leur objectif de repousser la menace de l'Union, mais à un coût tel qu'ils diluent leurs forces comme l'Union l'a espéré.

## Contexte
Deep Bottom est le nom familier pour une zone de la James River dans le comté de Henrico à 18 kilomètres (11 miles)  au sud-est de Richmond, en Virginie, un coude en forme de fer à cheval du fleuve, connu comme le Jones Neck. Il est appelé ainsi en raison de la profondeur du fond du fleuve à cet endroit. C'est un point de passage pratique des Bermuda Hundred sur la rive sud du fleuve.
Le lieutenant général Ulysses S. Grant commence un siège de la ville de Petersburg, en Virginie, après l'échec d'une percée par les premiers assauts sur les lignes confédérées  du 15 juin au 18 juin 1864. Alors que la cavalerie de l'Union mène le raid de Wilson-Kautz (22 juin – 1er juillet) dans une tentative de couper les lignes de chemin de fer menant à Petersburg, Grant et ses généraux planifient de renouveler l'assaut contre les fortifications de Petersburg.
Lors de la première bataille de Deep Bottom, du 27 juillet au 29 juillet, Grant envoie une force, commandée par les majors généraux Winfield S. Hancock et Philip H. Sheridan dans une expédition menaçant de Richmond et ses chemins de fer, avec l'intention d'attirer des troupes confédérées loin de la ligne défensive de Pertersburg. La force d'infanterie et de cavalerie de l'Union ne parvient pas à percer les fortifications confédérées, à Bailey's Creek et Fussell's Mill et se retire, mais elle atteint son effet souhaité, réduisant momentanément la force confédérée à Petersburg. L'attaque prévue contre les fortifications a lieu comme prévu le 30 juillet, mais le résultat de la bataille du Cratère est une défaite de l'Union embarrassante, un fiasco de ressources mal gérées par les subordonnés de Grant à un coût élevé en pertes humaines.
Le même jour, l'Union échoue au Cratère, le lieutenant général confédéré Jubal A. Early incendie la ville de Chambersburg, en Pennsylvanie, alors qu'il opère hors de la vallée de la Shenandoah, menaçant les villes dans le Maryland et en Pennsylvanie, ainsi que le district de Columbia. Le général Robert E. Lee est préoccupé par les actions que Grant peut prendre à l'encontre d'Early, et en fait Grant dans la première semaine d'août désigne Phil Sheridan en tant que commandant de l'armée de la Shenandoah consolidée pour contester Early avec près de 40 000 hommes. Lee envoie la division d'infanterie du major général Joseph B. Kershaw du corps du lieutenant général. Richard H. Anderson et la division de cavalerie commandée par le major général Fitzhugh Lee à Culpeper, en Virginie, où ils peuvent fournir de l'aide à Early ou être rappelés à Richmond-Petersburg si nécessaire. Grant interprète mal ce mouvement et suppose que l'ensemble du corps d'Anderson est retiré de la région de Richmond, en ne laissant qu'environ 8 500 hommes au nord de la James River. Il décide d'essayer de nouveau une progression vers la capitale confédérée. Elle pourra soit empêcher les renforts auprès d'Early ou une fois encore diluer la force confédérée dans les lignes défensives autour de Petersburg.
Une fois de plus, Hancock sera le général le plus ancien de l'expédition. Le 13 août, le Xe corps, commandé par le major général David B. Birney, la division de cavalerie du brigadier général David McM. Gregg et l'artillerie du IIe corps de Hancock traversent les ponts flottants de Bermuda Hundred vers Deep Bottom. Pendant ce temps, le reste du IIe corps fait une ruse pour faire croire aux confédérés que Hancock est envoyé vers le nord pour renforcer Sheridan. Après une marche épuisante sous une chaleur oppressante vers City Point — une marche au cours de laquelle un certain nombre d'hommes tombent sous l'effet d'un coup de chaleur — ils embarquent sur des bateaux et des vapeurs vers la baie de Chesapeake, beaucoup de soldats ne connaissant pas leur destination réelle. Un remorqueur suit la flottille et apporte de nouveaux ordres, ce qui oblige les navires de transport à faire demi-tour et déposer le IIe corps au Deep Bottom dans la nuit du 13 août au 14 août. Les débarquements ne sont pas bien gérés et prennent du retard par rapport à l'horaire prévu ; l'état-major de Grant n'a pas pris les mesures pour avoir suffisamment de quais pour gérer les bateaux à vapeur à grand tirant d'eau.

## Forces en présence

### Confédération

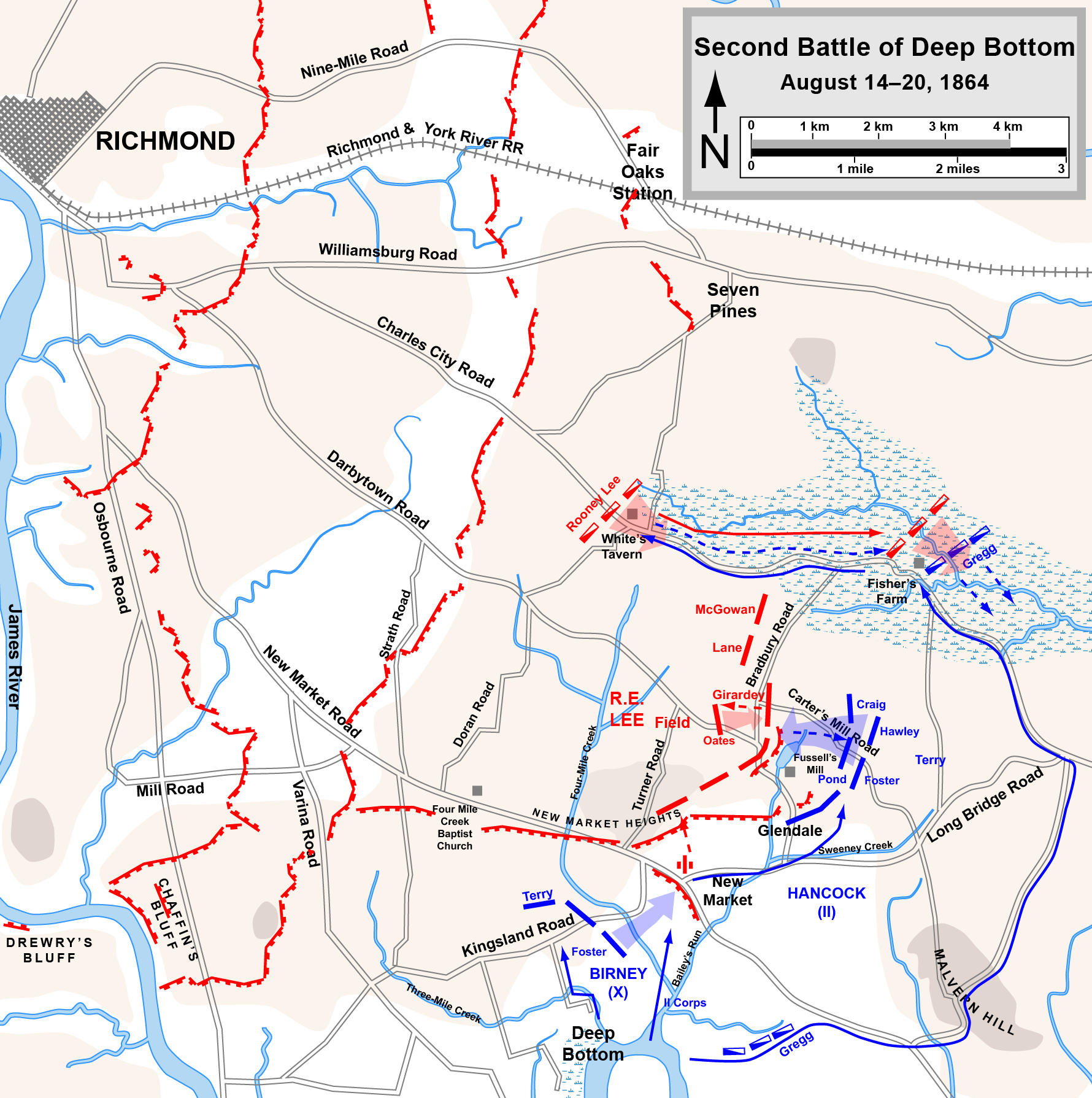
Deuxième bataille de Deep Bottom
Confédération
Union

### 14 août
Après la traversée sur l'autre rive de la James de toutes ses troupes, le 14 août, Hancock positionne le Xe corps sur la gauche, la troisième division du IIe corps de Hancock sous les ordres du brigadier général Gershom Mott, au centre, et les première et deuxième divisions de Hancock, sous les ordres du brigadier général Francis C. Barlow (temporairement commandant en l'absence du major général John Gibbon), sur la droite. Birney reçoit l'ordre de faire une démonstration contre New Market Heights pendant que les divisions du IIe corps tentent de tourner la gauche confédérée. Mott doit pousser en avant sur le la route de New Market en direction de Richmond, Barlow attaquer Fussell's Mill sur la route de Darbytown, et la cavalerie de Gregg cavalerie couvrir le flanc droit de l'armée et rechercher une occasion pour fondre sur Richmond. Les troupes de Birney repoussent les piquets sur la route de Kingsland, mais sont arrêtées par les fortifications sur New Market Heights. Les unités du IIe corps se placent lentement en position, subissant de nombreux décès par coup de chaleur.
Les hommes de Barlow ne sont pas en contact avec les hommes avant midi le 14 août, tenant des trous d'hommes sur la route de Darbytown, juste au nord du la route de Long Bridge. Les généraux de l'Union sont surpris par la force confédérée. Sur les front de Birney et de Mott, une pleine division confédérée commandée par le major général Charles W. Field est retranchée. Chaffin's Bluff est défendu par une division sous les ordres du major général Cadmus M. Wilcox et des renforts arrivent. En raison l'approche lente de Barlow sous la chaleur, les confédérés ont le temps de renforcer la zone de Fussell's Mill avec une section d'obusiers et la brigade de Géorgie du brigadier général George T. Anderson. Hancock a prévu que Barlow lance sa première attaque et lui ordonne d'employer une masse suffisante le long de la route de Darbytown. Au lieu de cela, Barlow forme une large ligne qui s'allonge aussi loin que le flanc droit de Mott. En raison de cette allongement et de l'épaisse forêt dans laquelle ils doivent avancer, les 10 000 hommes de Barlow dans les deux divisions sont laissés avec seulement une seule brigade pour attaquer Fussell's Mill. Ces hommes parviennent à chasser deux régiments de la brigade de cavalerie confédérée du brigadier général Martin W. Gary au moulin, mais la brigade d'Anderson brigade les repoussent. Lorsque Field retire la brigade d'Anderson de son flanc droit, il affaiblit la ligne en face du corps de Birney, qui va de l'avant et occupe une partie des retranchements confédérés et capture quatre canons
Bien que les attaques de l'Union sont globalement des échecs, ils ont l'effet désiré par Grant. Lee se convainc que la menace contre Richmond est sérieuse et il commence à déplacer les troupes sur le front. Il envoie deux brigades d'infanterie de la division du major général William Mahone et des divisions de cavalerie des majors généraux Wade Hampton et W. H. F. « Rooney » Lee. Grant ordonne à Hancock de reprendre ses attaques le 15 août et Hancock décide de continuer de se concentrer sur la gauche confédérée. Il ordonne au corps de Birney de faire une marche de nuit pour rejoindre l'extrémité de la ligne de Barlow. Même s'il pleut cette nuit-là, la chaleur oppressante se poursuit, et plus d'un tiers des hommes de Birney tombent dans la colonne.

### 15 et 16 août
Le mouvement de Birney est retardé par le terrain difficile pendant la plupart du 15 août et le plan de Hancock pour une attaque en début de matinée doit être abandonnée. Ils atteignent Fussell's Mill à environ 13 heures et Birney passe tout l'après-midi à effectuer une mission de reconnaissance, tandis que ses hommes se remettent de leur marche. Après cela, Birney juge qu'il est trop tard dans la journée pour attaquer.
Tôt le matin du 16 août, la cavalerie de Gregg s'étend vers la droite de Glendale et ensuite chevauche au nord-ouest de la route de Charles City vers Richmond. Elle trouve la division de cavalerie de Rooney Lee bloquant la route et il s'ensuit une journée de combats. Les cavaliers de l'Union chassent l'ennemi aussi loin que White's Tavern, mais sont finalement repoussé sur Fisher's Farm. Le brigadier général confédéré John R. Chambliss est tué pendant les combats. Les fantassins du Xe corps ont un meilleur début de la journée, alors que la division du brigadier général Alfred H. Terry, menée par la brigade du colonel Francis Bates Pond, effectué une percée de la ligne confédérée. La brigade de Wright commandée par le nouvellement promu brigadier général Victor Girardey, est durement touchée et se retire, ouvrant un trou important. Girardey est tué par une balle à la tête en brandissant les couleurs du 64th Georgia. Field écrit plus tard : « Non seulement le jour mais aussi Richmond semblaient avoir disparu ». Le terrain très boisé empêche Birney et Hancock de comprendre qu'ils ont atteint une position avantageuse et ils sont incapables de l'exploiter avant que Field réarrange ses lignes afin de combler le trou et repousse les fédéraux. Le colonel William C. Oates conduit deux régiments de l'Alabama lors de la première contre-attaque et est blessé. Robert E. Lee est arrivé au nord de la James à ce moment et est témoin de l'action.

### 17-20 août
Aucun combat a lieu le 17 août et une trêve est appelée pour permettre aux deux camps de récupérer leurs morts et leurs blessés. Lee prévoit une contre-attaque contre la droite de l'Union à 11 heures, le 18 août, une attaque de cavalerie sur la route de Charles City accompagnée par une attaque d'infanterie à Fussell's Mill. L'effort est mal coordonné et la cavalerie n'est pas prête à partir avant 5 heures, Ni la cavalerie, ni l'infanterie ne fait aucun gain significatif avant la nuit. Cette nuit-là Hancock renvoie une division du IIe corps à Petersburg pour armer une partie de la ligne de tranchée, tandis que d'autres unités sont envoyées à la bataille de Globe Tavern sur le chemin de fer de Wilmington et Weldon au sud de la ville. Dans la nuit du 20 août, après avoir observé plus aucune action de Robert E. Lee, Hancock retire sa force derrière la James.

## Conséquences
Une position menaçante fut maintenue pendant plusieurs jours, avec plus ou moins d'escarmouches, et quelques combats assez durs. ... Il n'y avait pas de victoire particulière gagnée par chaque camp ; mais pendant ce temps, plus aucun renfort ne fut envoyé dans la vallée.
Les pertes de l'Union sont d'environ 2 900 hommes, certains en raison d'un coup de chaleur. Les pertes confédérées sont de 1 500. Le général Gregg, camarade de promotion du brigadier général John R. Chambliss à West Point, prend en charge le corps du cavalier et le revoie plus tard à travers les lignes à la veuve de Chambliss. Comme lors de la première bataille de Deep Bottom, l'assaut fédéral a échoué contre une plus petite force défensive. Toutefois, l'opération a contraint le général Lee à détacher des forces de Petersburg et de Bermuda Hundred pour faire face à la progression de l'Union, l'empêchant ainsi de renforcer Early dans la vallée de la Shenandoah.